# Louis de Carné
Pour les articles homonymes, voir Carné.
Cet article concerne l'académicien (1804-1876). Pour son fils (1844-1870/71), membre de l'Expédition française du Mékong, voir Louis de Carné (fils).
Louis-Marie de Carné-Marcein, né le 17 février 1804 à Quimper et mort le 11 février 1876 à Plomelin, est un diplomate, homme politique, journaliste et historien français, membre de l'Académie française.
Il a été fait chevalier de la Légion d'honneur.

## Biographie

### Famille
Il est le fils de Louis de Carné-Marcein (1769-1847) et de (Marie-Josèphe) Corentine de Botmiliau (1765-1843). Le berceau de la famille de Carné est en Noyal-Muzillac (Morbihan) et elle s'est scindée en deux branches, Carné-Marcein et Carné-Carnavalet, à la génération de son grand-père.
Il épouse en 1832, Caroline du Marhallac'h, sœur de Auguste François Félix du Marhallac'h, futur prélat et propriétaire du château du Pérennou, à Plomelin. Ils auront six enfants, dont Louis de Carné (fils).

### Formation
Il fait ses études secondaires au collège de Quimper et, venu à Paris en 1820, les y termine, puis obtient à la Sorbonne une licence en droit en 1825. Introduit dans les salons par son oncle de Kératry, il reconnaîtra pour son maître à penser, le baron d'Eckstein, qui, écrit-il était « un centre d'attraction pour quelques jeunes chrétiens qui comprenaient, comme lui, l'œuvre des temps nouveaux dans la science et dans la politique ». Dès 1822, il entre au bureau de la Société littéraire, dont il préside la section d'histoire. Il présente des travaux sur le romantisme et sur l'épopée. De 1819 à 1825, Louis de Carné loge dans la pension d'Emmanuel-Joseph Bailly de Surcy avec d'autres jeunes nobles, Eugène de La Gournerie, Alexis de Tocqueville.

### Sa vie adulte
En 1824, il entre au Ministère des Affaires étrangères et devient attaché au cabinet du ministre en 1825.
En 1827 et 1828, il occupe le poste de secrétaire de la Légation de France à Lisbonne.
Il fonde en 1829 avec Edmond de Cazalès le journal le Correspondant, organe du parti religieux libéral, opposé aux ultras, mais voulant accroître les libertés pour l'Église catholique romaine. Il y salue la parution du livre maître de Félicité de Lamennais en 1830. Le journal, sous cette forme, ne survit pas plus de deux ans.
En 1831, il quitte le Ministère des Affaires étrangères pour devenir avocat et pouvoir écrire de manière indépendante.
En 1833, après s'être marié et établi dans la région de Quimper, il se fait élire conseiller général du Finistère dans le canton de Plogastel-Saint-Germain.
En 1838, il participe avec Théodore Hersart de la Villemarqué, Jules de Francheville et son beau-frère, Auguste du Marallac'h à la grande fête culturelle galloise, l'Eisteddfod, à Abergavenny et est reçu avec eux comme barde par le Gorsedd des bardes de l'Île de Bretagne, participant ainsi à la première manifestation du panceltisme.
Il est aussi député de Quimper de 1839 à 1846, ayant été réélu en 1842, 1846 et 1847.
Au début de 1847, il revient au Ministère des Affaires étrangères comme directeur du commerce et doit se soumettre à une réélection législative qu'il obtient. Il sait alors faire preuve d'indépendance vis-à-vis du gouvernement.
Il écrit de nombreux articles pour le Journal des débats et la Revue des deux Mondes et dans Le Nouveau Correspondant. Ses thèmes de prédilection sont la politique religieuse, l'Histoire de France et de Bretagne, ainsi que la politique étrangère (Grande-Bretagne, Belgique, Haïti, Irlande, Italie et Saint-Siège, etc.)
Lors de la Révolution française de 1848, il résigne sa charge et se retire à nouveau dans sa région natale.
Il renoue avec la politique nationale en se présentant sans succès à la députation en 1869 et en 1871.
En légitimiste soucieux de l'équilibre de la société, il est, avec Armand de Melun, l'un des fondateurs de la Société d'économie charitable (1849) et de la Société internationale des études pratiques d'économie sociale. 
Soutenu par les opposants au Second Empire (Montalembert, Dupanloup, Guizot), il est élu au douzième fauteuil de l'Académie française le 23 avril 1863, au troisième tour de scrutin, contre Émile Littré.
Il est président de la Société archéologique du Finistère en 1875 et décède en 1876 au château du Pérennou, en Plomelin.
Son fils, Louis de Carné (1844-1871), participa à la Mission d'exploration du Mékong (1866-1868). Gravement malade à son retour, il ne put achever la rédaction de ses notes de voyage. Après sa mort, c'est son père qui se chargea de la préface et de la publication du livre en 1872.

## Œuvres
- Vues sur l'histoire contemporaine (1833)
- Guiscriff, scènes de la Terreur dans une paroisse bretonne, précédé d'une notice historique sur la chouannerie. Roman (1835)
- Des Intérêts nouveaux en Europe depuis la révolution de 1830 (1838)
- Du Gouvernement représentatif en France et en Angleterre (1841)
- Études sur les fondateurs de l'unité nationale en France (1842)
- Études sur l'histoire du gouvernement représentatif en France, de 1789 à 1848 (1855)
- Les Fondateurs de l'unité française : Suger, saint Louis, Bertrand Du Guesclin, Jeanne d'Arc, Louis XI, Henri IV, Richelieu, Mazarin. Études historiques (1856)
- La Monarchie française au dix-huitième siècle : étude historiques sur les règnes de Louis XIV et de Louis XV (1859)
- L'Europe et le second Empire (1865)
- Les États de Bretagne et l'administration de cette province jusqu'en 1789 (1868)[5]
- Souvenirs de ma jeunesse au temps de la Restauration (1872), lire en ligne.

## Pour approfondir